# Rossia megaptera
Rossia megaptera е вид главоного от семейство Sepiolidae. Видът не е застрашен от изчезване.

## Разпространение и местообитание
Разпространен е в Гренландия, Канада (Лабрадор, Нова Скотия, Нунавут, Ню Брънзуик и Нюфаундленд) и САЩ (Кънектикът, Масачузетс, Мейн, Ню Джърси, Ню Йорк, Ню Хампшър и Род Айлънд).
Обитава крайбрежията на океани. Среща се на дълбочина от 96 до 1170 m, при температура на водата от 6,7 до 11,2 °C и соленост 34,2 – 35,1 ‰.